# Марко II Санудо
Марко II (італ. Marco II Sanudo; 1240/1250 — 1303) — 3-й герцог Архіпелагу (Наксосу) в 1262—1303 роках.

## Життєпис
Походив з венеційського патриціанського роду Санудо. Старший син Анджело I і французької шляхтянки — доньки Макера де Сент-Монтальто, сеньйора Шаракса. Дитинство провів при ахейському дворі в м. Андравіда, де в замку Хлемуці вивчав французьку мову та лицарські навички.
1261 року разом з матір'ю відвідав у Фівах поваленого латинського імператора Балдуїна II, що висвятив Марко на лицаря.
Посів трон 1262 року. Негайно стикнувся з загрозою з боку візантійського імператора Михайла VIII, флот якого 1263 року на чолі із Олексієм Дукою Філантропеном атакував Кіклади. Це спричинило повстання на о. Мілос. Проте Марко II здолав повсталих, відновивши владу. За угодою 1265 року було зафіксовано статус-кво.
1274 року Михайлу VIII, уклавшому Ліонську унію, вдалося послабити втручання європейських держав. За цим він втрутився до справ сеньйорії Негропонте, а невдовзі захопив острови Іос, Сіфнос, Сікінос і Полікандрос. За цих обставин Марко II намагався залучити підтримку Ахейського князівства, але там почалася внутрішня криза. У 1277 року за посередництва Венеції герцог Архіпелагу уклав угоду з візантійським імператором, за якою визнав втрату островів.
Водночас стикнувся з наміром Венеційської республіки встановити над Архіпелагам свою владу. Для протидії цьому 1278 року визнав себе васалом Карла I, короля Сицилії, що став також ахейським князем.
1282 року разом з венеційцями уклав договір з новим візантійським імператором Андроніком II, за якими герцогству гарантувалося недоторканність. Натомість Марко II обіцяв не надавати прихисток піратам, що грабували візантійські узбережжя та судна.
1286 року почав війну проти Бартоломео Гізі, сеньйора Тіносу. проте без особливих успіхів. Флот герцога сплюндрував Тінос, а флот Гізі — о.Сірос.
1292 року герцогство зазнало нападу та плюндрування островів з боку сицилійського флоту Руджеро Лаурії, оскільки на Сицилії встановилася влада Барселонського дому, а Марко II залишався васалом Анжуйської династії з Неаполю. Разом з тим завдяки домовленості з Венецією отримав о. Андрос.
1296 року з початком війни Венеції проти Генуї та Візантії зберігав нейтралітет. Протягом 1301—1303 року венеційці відвоювали у Візантії острова Іос, Санторіні, Теразіє, Аморгос, Кеос і Серіфос, які лише номінально повернулися до герцогства. Насправді натомісць утворилися незалежні сеньйорії на чолі із венеційськими родами Бароцці, Гізі, Міккелі, Джустініані.
Марко II помер у 1303 році. Йому спадкував старший син Гульєльмо

## Родина
- Гульєльмо (д/н—1323), 4-й герцог Архіпелагу
- Марко (д/н— 1349), сеньйор Грідіа
- Франческо, губернатор Мілоса